# 等辐骨虫纲
等辐骨虫纲（学名：Acantharia）为原生动物界的一个纲。门的地位未定。过去为辐足纲下的一个亚纲，称为等辐骨亚纲或棘骨虫亚纲，多為微生物。

## 下级分类
本纲包括以下目：
- 节棘目 Arthracanthida

未指定目的科：
- Acanthocollidae
- Acanthoplegmidae
- Astrolonchidae
- Conaconidae
- Stauraconidae

未指定目和科的属：
- Chiastolus
- Litholophus Haeckel, 1860